# Tropiocolotes algericus
Tropiocolotes algericus (піщаний гекон алжирський) — вид геконоподібних ящірок родини геконових (Gekkonidae). Мешкає в регіоні Магрибу.

## Поширення і екологія
Алжирські піщані гекони мешкають на заході Мавританії, в області Дахлет-Нуадібу, зокрема на півострові Рас-Нуадібу, на більшій частині Західної Сахари та в Марокко і Алжирі на південь від Атлаських гір. Вони живуть на північному заході пустелі Сахара, на кам'янистих рівнинах, місцями порослих чагарниками. Ведуть нічний спосіб життя. Живляться дрібними комахами, зокрема мурахами, термітами і метеликами. Самиці відкладають одне яйце.